# 達人戦立川立飛杯
達人戦立川立飛杯（たつじんせん たちかわたちひはい）は、日本将棋連盟が主催、立飛ホールディングスが特別協賛し、トヨタS&D西東京の協賛で行われる将棋の公式棋戦である。2023年創設。
かつて、同じ名称の非公式戦「富士通杯達人戦」（1993年創設、2014年を最後に休止）が行なわれていたが、本棋戦とは出場条件が異なる。
公式戦としての「達人戦」の棋戦参加条件は50歳以上の現役棋士であることとしている。出場条件が下限年齢のみである将棋の公式棋戦は史上初である。
本戦トーナメントは8人で行われ、立川市での公開対局として2日間実施する。
優勝者には称号「達人」が与えられる。優勝賞金は非公開。
棋戦名の「達人戦立川立飛杯」は、公開対局の開催地（立川市）に由来する。

## 方式
出場資格
基準日（4月1日）時点で50歳以上の現役棋士
持ち時間・消費時間計測
消費時間計測はチェスクロック計測で行なう。持ち時間は以下のとおり。
- 予選トーナメント：1時間（秒読み 1分）
- 本戦トーナメント：30分間（秒読み 30秒）

0
第1回の方式
（2023年5月19日 公表）
- 2023年4月1日時点で50歳以上の現役棋士54人が対象（東京32人、関西18人、シード4人）[注釈 2]
- 本戦シード者を永世称号呼称者・資格者（谷川浩司十七世名人、羽生善治九段、佐藤康光九段、森内俊之九段）4名とする。
- 予選は2023年6月から、4ブロック（東京:2、大阪:1、混合ブロック:1）に分けて行なう。
- シード4人と予選通過4人との計8人により本戦トーナメントを行なう。
- 本戦は公開対局とし、2023年11月24-25日の2日間に「TACHIKAWA STAGE GARDEN」（立川市）で行なう。

第2回（2024年7月11日公表）
- 本戦シードは前年の決勝進出者（羽生、丸山）、永世称号襲位者（谷川）、永世称号資格保持者のうち席次上位1名（佐藤）の4名。その他の方式は前年とほぼ同じ。
- 本戦は2024年12月3・4日に、前年同様「TACHIKAWA STAGE GARDEN」で実施する。

第3回（2025年6月3日公表）
- 本戦シードは前年の決勝進出者（丸山、行方）、永世称号襲位者（谷川）、永世称号資格保持者のうち席次上位1名（羽生）の4名。その他の方式は前年とほぼ同じ。
- 本戦は2025年12月6・7日に、前年同様「TACHIKAWA STAGE GARDEN」で実施する。

## 大会中の主な出来事

### 第1回
予選決勝前に帰宅し不戦敗
福崎文吾九段が午前の予選準決勝に勝ったものの、午後に行われる予選決勝（対阿部隆九段戦）を失念して帰宅してしまい、不戦敗となった。
自分自身を表彰
優勝は羽生善治であったが自身が現職の日本将棋連盟会長であるため、表彰式では、会長として総評を述べ、一旦降壇した後、すぐに優勝者として再度登壇し、自らを表彰・授与と受け取りをする一人二役をする事となった。

## 歴代決勝結果
段位、称号は対局当時のもの。
| 回 | 対局日         | 優勝         | 準優勝       | 参加人数（前年増減） |
| -- | -------------- | ------------ | ------------ | -------------------- |
| 1  | 2023年11月25日 | 羽生善治九段 | 丸山忠久九段 | 54名                 |
| 2  | 2024年12月04日 | 丸山忠久九段 | 行方尚史九段 | 57名 (+5、引退者-2)  |
| 3  | 2025年12月07日 |              |              | 56名 (+4、引退者-5)  |